# 4/3/1943
4/3/1943 è una canzone di Lucio Dalla e della Nuova Equipe 84, incisa nel 1971 e composta da Paola Pallottino oltre allo stesso Dalla. Presentata per la prima volta al Festival di Sanremo 1971, fu la rivelazione dell'edizione del festival, dove si classificò al 3º posto.

## Il brano
Il brano ha le caratteristiche di una canzone popolare da cantastorie, composta da quattro strofe con un inciso del violino.

### Storia e significato del testo
Il brano racconta la storia di una ragazza madre che ha un figlio con un soldato straniero. Il brano, prima di essere ammesso al Festival di Sanremo, era stato oggetto di modifiche da parte della censura. In un primo tempo il titolo del brano era Gesubambino, ma fu giudicato irrispettoso, per cui il maestro Ruggero Cini l'aveva sostituito con la data di nascita del cantautore che era, appunto, il 4 marzo 1943. Anche alcune parti del testo furono giudicate inadeguate. La frase "mi riconobbe subito proprio l'ultimo mese" diventò "mi aspettò come un dono d'amore fino dal primo mese", mentre "giocava alla Madonna con il bimbo da fasciare" venne cambiata in "giocava a far la donna con il bimbo da fasciare". Infine la frase che concludeva il brano: "e anche adesso che bestemmio e bevo vino, per ladri e puttane sono Gesù Bambino" fu modificata con questa: "e ancora adesso che gioco a carte e bevo vino, per la gente del porto mi chiamo Gesù Bambino". Il brano ottenne, comunque, un successo notevole.
L'autrice del testo Paola Pallottino in un'intervista all'Avvenire aveva spiegato che Gesubambino voleva essere un suo ideale risarcimento a Lucio perché era rimasto orfano di padre dall’età di 7 anni. Dalla cantò per la prima volta nell'agosto 1970 il brano, dal vivo, a Paola (CS), dove sua mamma aveva lavorato nell'immediato dopoguerra, nell'ambito del "ferragosto del Tirreno" e successivamente, nel dicembre dello stesso anno al teatro Duse di Bologna: i discografici della RCA l'apprezzarono al punto che decisero di portarla a Sanremo. Il riscontro commerciale del brano fu notevole: esso raggiunse infatti la prima posizione nella hit parade italiana e vi rimase per 3 settimane.

### Prime pubblicazioni su disco

#### 45 giri
Dopo il Festival, escono il 45 giri di Dalla (pubblicato dalla RCA) contenente il brano, abbinato a Il fiume e la città, quello della Nuova Equipe 84 (pubblicato dalla Ricordi) contenente il brano, abbinato a Padre e figlio e quello dei Combos, pubblicato dalla Combo Record, abbinato a una cover di Che sarà.

#### Album
Il brano verrà quindi inserito, rispettivamente, negli album Storie di casa mia (Dalla) e Casa mia (Nuova Equipe 84).

### Cover
- 1971 - Lara Saint Paul nel suo album C D M presenta il Festival di Sanremo 1971 (CDM – CDM 1001)
- 1971 - Dalida (45 giri) con il testo di Pierre Delanoë e col titolo Jésus bambino (International Shows – IS 45.704); album Dalida (International Shows – IS 139 702)
- 1971 - Flamingo-Kvintetten con il titolo 4/3 1943 ed il testo in svedese di Hans Sidén (flam - FLAM 160); album del 1977 Flamingo-Kvintetten (flam - FLAM 246 190)
- 1971 - Chico Buarque de Hollanda (45 giri) che la tradusse in portoghese col titolo Minha história (Elenco - CE - 65); album Construção (Philips - 6349 017)
- 1971 - MPB 4 col titolo Minha história nell'album De palavra em palavra (Elenco – ME-64)
- 1971 - Maria Bethânia col titolo Minha história nell'album Rosa dos ventos - O Show encantado (Philips – 6349 015)
- 1971 - I Combos (45 giri) (Combo – HP 8090)
- 1971 - Tony Arden (45 giri) (T&T – T.T.6062)
- 2017 - Francesco De Gregori l'ha interpretata dal vivo nel suo album Sotto il vulcano (Caravan – 88985409302)
- 2023 - Noemi l'ha interpretata dal vivo a Splendida Cornice[10]

## Musicisti

### Versione di Lucio Dalla
- Lucio Dalla – voce
- I Cantori Moderni di Alessandroni – coro
- Renzo Fontanella – violino
- Ruggero Cini – direzione orchestrale

### Versione della Nuova Equipe 84

#### Gruppo
- Maurizio Vandelli – voce, chitarra
- Victor Sogliani – basso
- Franz Di Cioccio – batteria
- Dario Baldan Bembo – tastiere

#### Arrangiamenti
- Natale Massara – clarinetto, direzione orchestrale

## Classifiche

### Classifiche settimanali
| Classifica (2012) | Posizione massima |
| ----------------- | ----------------- |
| Italia            | 6                 |